# Nijeveld
Nijeveld (ook: Nijevelt, spreek uit: Nieveld of Nieuwveld) is een voormalig middeleeuws kasteel, en vanaf 1536 ridderhofstad, dat waarschijnlijk gebouwd is in de 13e eeuw. Dit kasteel verrees in de polder Veldhuizen, ongeveer 1,5 km ten westen van de Meernbrug. De plaats De Meern, in het centrum waarvan deze brug thans ligt, bestond toen nog niet. Kasteel Nijeveld lag op de relatief hoge stroomrug van een verdwenen tak van de Rijn. Ooit voeren daar Romeinse schepen, waarvan een gaaf gebleven exemplaar is opgegraven in de directe omgeving van Nijeveld. Dit schip kan worden bekeken in het museum van het gereconstrueerde Romeinse castellum op de Hoge Woerd in De Meern. De weinige overblijfselen van kasteel Nijeveld liggen thans in het De Milan Viscontipark in de Meernse buurt Veldhuizen. Sinds 1 januari 2001 is de woonplaats De Meern, en daarmee Veldhuizen, een deel van de gemeente Utrecht.
Over de oudste bewoners van het kasteel is niet veel bekend. Het kasteel stond er in ieder geval al in 1288. In 1311 gaf het kapittel van Sint-Jan 26 morgen land bij het huis te Nijevelt in pacht aan ridder Steven van Zuylen en zijn vrouw Mabelia; de oud-adellijke familie Van Zuylen van Nievelt ontleent haar naam mede aan dit goed/kasteel.
Het is zeer waarschijnlijk dat bewoners van dit kasteel een belangrijke rol hebben gespeeld in het ontstaan van een kapel bij de Meernbrug. In het artikel Geschiedenis van De Meern wordt meer informatie hierover gegeven. Rondom deze kapel is in de 15e eeuw de toen nog kleine nederzetting De Meern ontstaan.  
In mei 1356 werd Kasteel Nijevelt belegerd door de troepen van Jan van Egmond, in dienst van de Hollandse graaf Willem V op weg naar Utrecht. Na een belegering van zeven weken en een hardnekkige verdediging, geleid door Steven van Zuylen van Nijevelt, moest hij zich op 22 mei overgeven, waarna het kasteel werd geplunderd en verbrand.
In 1536 was Nijevelt door huwelijk van erfdochter Oeda van Zuylen overgegaan in de familie Van Rossum nadat zij getrouwd was met Jan, de broer van Maarten van Rossum. In 1579 kwam het door koop en vervolgens huwelijk in het geslacht Van Brederode. Door vererving en verkoop kwam het goed, waarop nu alleen nog een boerderij stond, vervolgens in buitenlandse handen (onder andere families Lippe en Visconti) waarna het via de familie Van Reede uiteindelijk in 1849 in handen kwam van de familie Van Lawick van Pabst in wier bezit het nog steeds is.
Tijdens de Franse bezetting in 1672/73 raakte het in verval. Op een tekening van Jan de Beijer uit 1745 is het kasteel afgebeeld als een ruïne. In 1832 blijkt het verdwenen.
Het huidige kasteelterrein bestaat uit een tweetal eilandjes met muurresten in het reeds genoemde De Milan Viscontipark in De Meern.

## Nijeveldse Korenmolen
Eeuwenlang werd rondom Nijeveld graan verbouwd. Met name de relatief hoog gelegen stroomrug in het noordelijk deel van de polder Veldhuizen was hiervoor geschikt. Al in de 14e eeuw werd het graan tot meel vermalen in de Nijeveldse Korenmolen. Deze stond ten noorden van het kasteel aan de wetering, die aan het einde van de 14e eeuw werd verbreed tot het kanaal de Oude Rijn, de scheepvaartverbinding tussen Utrecht en Harmelen, waar dit kanaal aansloot op de rivier de Oude Rijn, die vandaar verder liep naar Leiden en Katwijk aan Zee. Tijdens de belegering van het kasteel door Franse troepen in 1672/1673 werden het kasteel en de molen verwoest. Hierna werd de molen weer opgebouwd. In 1889 brak een brand uit die deze molen verwoestte. Wederom verrees op dezelfde plek een nieuwe molen met de naam De Korenbloem. Ook deze ging ten onder, maar nu door het verdwijnen van de akkerbouw uit Veldhuizen in de eerste helft van de 20e eeuw. Uiteindelijk stond er aan de Rijksstraatweg iets ten westen van de Loobrug alleen nog de bakstenen onderbouw van deze molen. In 1971 werd ook deze laatste rest afgebroken.